# Ранишка Гибс
Ранишка Гибс (енгл. Rhanishka Gibbs; Насау, 19. април 2006), бахамска је пливачица, учесница олимпијских игара и вишеструка национална рекордерка и првакиња, чија ужа специјалности су спринтерске трке слободним и прсним стилом.

## Спортска каријера
Први значајнији резултат у сениорској каријери постигла је на Првенству карипских земаља на Барбадосу 2022, где је освојила је једну сребрну и 3 бронзане медаље. Свега три месеца касније на националном првенству у насауу осваја ћак 5 титула националне првакиње у великим базенима. Исте године такмичила се и на Играма комонвелта у Бирмингему (17. место на 50 прсно) и Светском јуниорском првенству у Лими (11. место на 50 слободно). 
У децембру 2022. је дебитовала на Светском првенству у малим базенима у Мелбурну. 
Велики успех је постигла на првенству Кариба одржаном на острву Курасао 2023. са освојених чак 6 медаља (3 злата, 2 сребра и 1 бронза).
На светским првенствима у великим базенима је дебитовала у Фукуоки 2023 — 51. место на 100 слободно и 39. место на 50 метара делфин стилом. На наредном првенству света у Дохи 2024. такмичила се у 4 дисциплине — 53. место на 50 слободно и 38. место на 100 прсно (у појединачној конкуренцији), те 15. и 24. место у тркама мешовитих штафета на 4×100 слободно и 4×100 мешовито. Потом су уследиле нове медаље на карипском превенству одржаном на Бахамима — 2 злата и 3 сребра.
Захваљујући специјалној позивници дебитовала је на Олимпијским играма у Паризу 2024. године. У Паризу је пливала у квалификацијама трке на 50 метара слободним стилом. Наступила је у седмој квалификационој групи где је пливала у стази 7, и са временом од 26.27 секунди заузела је шесто место у својој квалификационој групи, односно укупно 31. место у конкуренцији 79 такмичарки.